# Permutation (album)
Permutation est le troisième album du dj Amon Tobin paru en 1998 sur le label Ninja Tune.
Sur cet opus Amon Tobin produit chacun de ses titres avec une ambiance jazz. Entièrement réalisé avec des platines, les samples de contrebasse et de cuivres sont mêlés à des rythmiques jungle.

## Liste des titres
| No  | Titre                 | Durée |
| --- | --------------------- | ----- |
| 1.  | Like Regular Chickens | 5:16  |
| 2.  | Bridge                | 5:56  |
| 3.  | Reanimator            | 6:34  |
| 4.  | Sordid                | 7:11  |
| 5.  | Night Life            | 6:29  |
| 6.  | Escape                | 5:54  |
| 7.  | Switch                | 3:49  |
| 8.  | People Like Frank     | 6:04  |
| 9.  | Sultan Drops          | 5:12  |
| 10. | Fast Eddie            | 7:38  |
| 11. | Toys                  | 5:16  |
| 12. | Nova                  | 4:42  |